# سيدي دامد
سيدي دامد هي بلدية بدائرة عين بوسيف ولاية المدية الجزائرية.
تقع في الجنوب الشرقي للولاية ناحية شلالة العذاورة وهي من البلديات التي نشأت عن التقسيم الإداري لسنة 1984.